# John N. Irwin

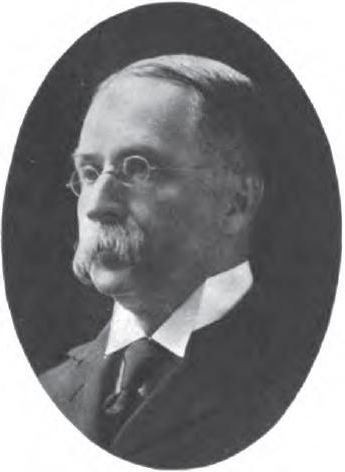
John N. Irwin

John Nichol Irwin (* 25. Dezember 1847 im Butler County, Ohio; † 22. Dezember 1905 in Hot Springs, Arkansas) war ein US-amerikanischer Politiker (Republikanische Partei). Er war von 1883 bis 1884 Gouverneur des Idaho-Territoriums und von 1890 bis 1892 des Arizona-Territoriums.

## Leben
John Irwin, Sohn von Stephen und Elizabeth Nicol Irwin, wurde 1847 im Butler County in Ohio geboren. Er besuchte die Schulen in Ohio und Keokuk (Iowa), wo seine Familie 1856 hinzog. Ferner ging er kurz auf die Miami University. Als der Sezessionskrieg 1861 ausbrach, meldete er sich freiwillig. Er wurde im Alter von 17 Jahren mit den Dienstgrad eines Sergeant der Iowa Infantry zugeteilt. Nach dem Krieg 1865 schrieb er sich am Dartmouth College ein, wo er Jura studierte und 1867 graduierte. Anschließend kehrte er nach Keokuk zurück, wo er als Anwalt zu praktizieren begann. Am 6. Juni 1871 nahm er Mary Love Rankin zur Frau. Er entschied sich in den 1880er-Jahren eine politische Laufbahn einzuschlagen, indem er das Amt des Bürgermeisters von Keokuk bekleidete. Durch sein Pflichtgefühl angeregt, kandidierte er für das Amt des Gouverneurs des Idaho-Territoriums und wurde am 1. März 1883 zum Gouverneur ernannt, was er bis 1884 blieb. Nachdem Lewis Wolfley entlassen worden war, ersetzte Irwin diesen als Gouverneur des Arizona-Territoriums.
Sein unmittelbares Ziel war es, die Territorialschulden zu verringern, die damals 3.427.000 Dollar betrugen, was hauptsächlich der Steuerhinterziehung in dem Territorium zugeschrieben wurde, die zügellos war. Ferner schuf er das Coconino County und lehnte einige zweifelhafte Gesetzesentwürfe ab, wie die Finanzierung der Konfessionsschulen, die Schaffung des Postens des County Auditors, sowie die Vermietung von verurteilten Sträflingen an Privatunternehmen. Irwin war ein starker Unterstützer der Eigenstaatlichkeit, so dass er für dieses Ziel Maßnahmen ergriff, um es zu erreichen. Er versuchte die Bundesregierung auf jede ihn mögliche Weise zu beeinflussen. Er nannte die riesigen Gewinne, die durch den Bergbau, die Landwirtschaft und die Glücksspieleinnahmen in Arizona erzielt würden. Ferner wies er an eine Brücke über den Salt River zu errichten und das Ende der mexikanischen Feierlichkeiten. Er verlangte mehr berittene Polizisten, um die Siedler vor den wilden Indianern zu beschützen, sowie auch mehr Schulreformen. Während der 16. Legislative verabschiedete er auch eine Maßnahme zu Schaffung von Geheimabstimmungen und einer Glücksspielsteuer.
Um die Eigenstaatlichkeit zu erzielen, entschied sich Gouverneur Irwin, dass eine Staatsverfassung formuliert werden müsste. Am 24. März 1891 wurde eine Abstimmung abgehalten, um die Delegierten für den Verfassungskonvent auszuwählen. Die Sieger sollten sich im September desselben Jahres treffen, um eine Verfassung zu entwerfen, die dann durch die Einwohner ratifiziert und zur Bestätigung an den Kongress geschickt werden sollte. Am 28. Dezember 1891 stimmte der Gouverneur der Verfassung zu und unterbreitete diese zur allgemeinen Abstimmung. Es stimmten 5.440 für die Verfassung und 2.282 gegen diese. Der US-Kongress verfehlte die Verabschiedung der Verfassung, so dass die Eigenstaatlichkeit misslang. Viele in dieser Zeit argumentierten, dass die Unterstützung des Free Silvers durch die Wegnahme aller Steuern auf Silber oder Gold die Hauptgründe waren, dass die Eigenstaatlichkeit nicht erreicht wurde.
Irwin trat am 18. April 1892 von seinem Amt zurück. Der Grund dafür war der Tod seiner Mutter und die daraus folgende Notwendigkeit, sich um die Belange des Familienunternehmens zu kümmern. Der lange Aufenthalt außerhalb des Territoriums führte dazu, dass der Secretary des Territoriums Irwin aufforderte, entweder zurückzutreten oder seine Pflichten als Gouverneur wieder aufzunehmen. Irwin wählte den Rücktritt. Er verblieb mit einer Ausnahme den Rest seines Lebens in Keokuk, wobei er zwischen 1899 und 1902 US-Gesandter in Portugal war. Irwin starb am 22. Dezember 1905 in Hot Springs und wurde auf dem Oakland Cemetery in Keokuk beigesetzt.